# Institut national de la statistique (Niger)
Pour les autres articles nationaux ou selon les autres juridictions, voir Institut national de la statistique.
L'Institut national de la statistique (INS) est l'organe central du système statistique du Niger. C'est un établissement public à caractère administratif créé par la loi n° 2004-11 du 30 mars 2004 et placé sous la tutelle du ministère chargé des Finances. Son statut, ses attributions et son fonctionnement ont fait l'objet du décret 2004-264 du 14 septembre 2004 pris par le président de la République

## Mission
Il a pour mission :
- d’assurer la coordination des activités du système statistique national ;
- de produire et de mettre à la disposition des utilisateurs une information statistique répondant aux normes internationales habituellement reconnues en matière statistique et relative à l’ensemble des domaines de la vie de la nation ;
- de centraliser les données produites par l’ensemble des services et organismes du système statistique national, et d’assurer leur conservation ;
- de favoriser le développement des méthodologies et de la recherche appliquée dans les domaines de la collecte, du traitement et de la diffusion des données statistiques, et de veiller à la diffusion d’une information de qualité par l’ensemble des services et organismes relevant du système ;
- de promouvoir la formation des cadres dans les domaines du traitement et de la diffusion de l’information à travers des formations, notamment dans des écoles spécialisées ;
- d’assurer la représentation de la République du Niger, en collaboration avec les autres administrations concernées, dans les réunions relatives aux questions statistiques organisées par les institutions sous-régionales, régionales et internationales.

## Organisation

### Conseil d'administration
L'INS est administré par un conseil d'administration de 9 membres dont le président est nommé pour 3 ans par décret pris en Conseil des Ministres. Ce Conseil :
- définit et oriente la politique générale de l’Institut ;
- fixe les objectifs et approuve le programme d’action annuel de l’Institut ;
- contrôle et évalue le fonctionnement et la gestion de l’Institut ;
- approuve le rapport d’activités annuel de l’Institut ;
- fixe le régime général de recrutement, d’emploi et de rémunération du personnel ;
- adopte le budget de l’Institut et arrête, de manière définitive, les comptes et les états financiers annuels ;
- accepte tous dons, legs et subventions ;
- autorise les participations dans toute autre société, association, groupement ou organisme professionnel dont l’activité est liée aux missions de l’Institut.

### Direction Générale
L’Institut est dirigé par un Directeur général nommé par décret pris en Conseil des Ministres sur proposition du Ministre chargé des Finances. Il est assisté d’un Secrétaire général nommé dans les mêmes conditions. Les mandats du Directeur général et du Secrétaire général sont de cinq (5) ans renouvelables une fois.
Le directeur général est investi des pouvoirs nécessaires pour assurer la gestion et la direction de l’Institut dans les limites des pouvoirs à lui délégués par le conseil d’administration, notamment l’application de la politique générale de l’Institut sous l’autorité et le contrôle du Conseil d’Administration à qui il rend compte. À ce titre, le directeur général :
- prépare les programmes d’action, les rapports d’activités, les budgets annuels, les programmes d’investissement pluriannuels, et les états financiers annuels relevant de l’Institut ;
- assure la gestion technique, administrative et financière de l’Institut ;
- assure le contrôle interne de gestion technique, budgétaire et financière de l’Institut ;
- prépare les délibérations du Conseil d’Administration et exécute ses décisions ;
- recrute, nomme, note et licencie le personnel, sous réserve des prérogatives reconnues au Conseil d’Administration, fixe leurs rémunérations et avantages dans le respect des Lois et règlements en vigueur, du règlement intérieur, des prévisions budgétaires et des délibérations du Conseil d’Administration ;
- gère les biens meubles et immeubles, corporels et incorporels de l’Institut, dans le respect de son objet social et des Lois et règlements en vigueur ;
- prend, en cas d’urgence, toute mesure conservatoire nécessaire à la bonne marche de l’Institut, à charge pour lui de rendre compte au Conseil d’Administration ;
- représente l’Institut dans tous les actes de la vie civile et en justice.

Le directeur général est Secrétaire général du Conseil national de la statistique (CNS).
L’Institut national de la statistique (INS) est structuré, comme suit :
- une (1) direction générale ;
- un (1) secrétariat général ;
- quatre (4) directions techniques ;
- deux(2) structures d’appui ;
- un (1) Observatoire National de la Pauvreté et du Développement Humain Durable (ONAPAD) ;
- un (1) Programme d’Appui au Développement du système Statistique National pour la Promotion de la Gouvernance et du Suivi Évaluation de la Pauvreté (PASTAGEP) ;
- un (1) Centre de Formation et de Perfectionnement (CFP) ;
- la Cellule Communication.

Les Directions techniques . Il s’agit de : 
La Direction de la Coordination et du Développement de la Statistique (DCDS). La Direction de la Coordination et du Développement de la Statistique (DCDS) assure, en collaboration avec les autres Directions techniques de l'INS, la diffusion de la production statistique de l'Institut. Elle assure, en outre, le suivi de la coopération en matière statistique avec les institutions sous-régionales,régionales et internationales. À cet effet, elle est chargée :·       
- du suivi des activités et de la coordination de l'élaboration des programmes d’activités de l’INS ;   
- de la conception et de la mise en œuvre d'instruments nationaux de coordination en matière de statistique et de démographie ;
- de la coordination et de l'élaboration du Rapport Annuel sur l'État de la Statistique au Niger ;
- de la diffusion auprès des composantes du Système Statistique National, des bonnes pratiques et des normes, des nomenclatures et  des concepts recommandés par la communauté internationale en matière statistique, ainsi que du suivi de leur mise en application, en conformité avec les besoins nationaux ;
- de la mise en forme, de la publication et de la diffusion des données statistiques produites ou centralisées par l'institut, en collaboration avec les autres Directions de l'INS ;
- de l'élaboration de l'annuaire statistique ;
- de la gestion du site Internet de l'INS, en collaboration avec la Division Informatique ;
- de la participation de l’INS à l'élaboration du Rapport National sur le Développement Humain (RNDH) ;
- de la coordination des activités des Directions Régionales de la statistique ainsi que des Directions des Statistiques des différents départements ministériels.

La Direction des Statistiques et des Études Démographiques et Sociales (DSEDS) . La Direction des Statistiques et des Études Démographiques et Sociales (DSEDS) centralise les statistiques permettant d'évaluer régulièrement la situation socio-démographique du pays. Elle conduit des études dans le domaine de sa compétence.
La Direction des Statistiques et des Études Économiques (DSEE). La Direction des Statistiques et des Études Économiques (DSEE), élabore les comptes économiques de la Nation et des notes de conjoncture économique. Elle contribue à la préparation des revues organisées avec les partenaires Techniques et Financiers, notamment le Fonds monétaire international, la Banque mondiale (BM), l'Union européenne (UE) et le Programme des Nations Unies pour le Développement (PNUD). À cet effet, elle élabore des statistiques économiques et réalise des études à caractère économique pour le compte de l'INS ou à la demande d'autres administrations et institutions ; elle centralise et fait la synthèse des statistiques à caractère économique produites par d'autres administrations et organismes du Système Statistique National. À ce titre, elle est chargée du suivi, de la collecte et/ou de l'élaboration des statistiques portant sur les domaines suivants :
- environnement, climatologie, agriculture, pêche et forêts ;
- entreprises :
- commerce intérieur ;
- emploi et salaire ;
- prix
- commerce extérieur ;
- balance des paiements ;
- finances publiques, monnaie et crédit ;       
- en outre, elle est chargée de la réalisation de toute enquête et recensement sur les entreprises.

La Direction des Enquêtes et des Recensements (DER). La Direction des Enquêtes et des Recensements (DER) est chargée de la conduite des enquêtes et recensements d'envergure nationale, en collaboration avec les autres structures internes et externes à l'INS. Elle apporte son appui aux Directions régionales pour la conduite des enquêtes et recensements locaux. Elle est en outre chargée de la conservation et de la gestion des bases de sondage des enquêtes auprès des ménages, de l'élaboration et de la gestion d'un système d'information géographique relatif au suivi de la pauvreté.
Les deux structures d’appui :
La Direction Administrative et Financière (DAF). La Direction Administrative et Financière (DAF) gère les ressources humaines, matérielles et financières de l'INS. À cet effet, elle est chargée de: 
- la mise en place des méthodes de gestion saine des ressources de l'INS, notamment un contrôle interne de gestion de l'INS ;
- la mobilisation et la gestion des ressources financières de l'INS ;
- la préparation du budget annuel de l'INS, en rapport avec les directeurs techniques ;
- l'élaboration du compte de gestion de l'INS ;
- la gestion budgétaire et financière ;
- la conception, la mise en œuvre et le suivi des procédures des marchés de l'INS, conformément à la réglementation en vigueur ;
- la gestion et la maintenance du parc immobilier et des équipements de toute nature de l'INS ;
- la gestion du contentieux administratif ;
- le suivi des questions administratives et financières relatives à la formation et au perfectionnement du personnel permanent de l'INS ;
- le suivi des relations avec les représentants du personnel ;
- l'exécution des travaux de reprographie ;
- le suivi des conventions signées entre l'INS et les tiers ;
- la gestion des carrières du personnel permanent de l'INS ;
- la gestion courante du personnel mis à disposition ou recruté par la Direction Générale à titre permanent ou temporaire, notamment à l'occasion des opérations d'enquêtes et de recensements.

La Division Informatique (DI). La Division Informatique (DI) est chargée de concevoir et de mettre en œuvre une politique informatique cohérente, basée sur :
- l'inventaire et l'entretien régulier du parc informatique ;
- la gestion efficiente des ressources informatiques (matériels et logiciels) ;
- la sécurisation des ressources informatiques de l'INS ;
- l'élaboration d’un programme de formation du personnel de l'INS à l'utilisation de la bureautique et d’autres techniques informatiques ;
- la participation aux travaux informatiques de l'ensemble des services de l’INS, en particulier la création et la gestion des diverses bases de données économiques et sociales ;
- l'exécution, l’organisation et la supervision du traitement des données des recensements de population et enquêtes ;
- la conception et l’exécution des travaux informatiques pour le compte des tiers ;
- l’élaboration et la gestion de la base de données sur la pauvreté.

L’Observatoire National de la Pauvreté et du Développement Humain Durable. L’objectif visé par l’Observatoire National de la Pauvreté et du Développement Humain Durable (ONAPAD) est de contribuer, en tant qu’outil du dispositif de suivi-évaluation de la pauvreté, à la mise en œuvre
de la Stratégie de Développement Accéléré et de Réduction de la Pauvreté (SDRP). Pour l’atteinte de l’objectif global, de manière spécifique, il s’agit entre autres de :
- élaborer des études et analyses spécifiques sur la pauvreté des ménages ;
- élaborer le Rapport National sur le Développement Humain et le Rapport de Suivi de l’Atteinte des OMD ;
- élaborer le Rapport Annuel sur l’État de la Pauvreté au Niger ;
- créer un partenariat durable et efficace avec les différentes institutions de développement.

Le Programme d’Appui au Développement du Système Statistique National pour la Promotion de la Gouvernance et du Suivi Évaluation de la Pauvreté (PASTAGEP). L’objectif global du programme est de contribuer à la mise en œuvre efficace de la SDRP et des politiques sociales et démographiques, à travers la disponibilité des statistiques de qualité. Les objectifs spécifiques du programme sont :
- soutenir le développement du Système Statistique National, notamment pour la production quantitative et qualitative des statistiques ;
- produire, analyser et diffuser les données démographiques et socio-économiques exhaustives, fiables et actualisées requises dans le cadre du développement national et local ;
- appuyer la mise en place d’un système d'état civil universel, continu, obligatoire, gratuit, statistiquement utile et fiable.

Le Centre de Formation et de Perfectionnement (CFP). Le Centre de Formation et de Perfectionnement (CFP) est chargé de : 
- la formation des cadres en statistique, informatique et toute formation portant sur l'économie, le développement et la planification ;
- l'organisation de séminaires et ateliers dans le domaine de sa compétence ;
- l'organisation de cours de mise à niveau au profit des candidats aux concours d'entrée dans les grandes écoles de statistique et démographie;
- le perfectionnement des agents des structures productrices des données statistiques ;
- l'organisation, en collaboration avec la DAF de l'INS, de concours de recrutement en partenariat avec les grandes écoles nationales, régionales et internationales de statistique, démographie, informatique, économie.

La Cellule Communication. Elle est chargée : 
- de la mise en œuvre et du suivi du plan de communication de l’INS ;
- de l’amélioration de la communication interne et externe de l’INS et du Système Statistique National ;
- de l’amélioration de la visibilité des activités de l’INS et du système statistique national ;
- de l’élaboration et de la publication du journal NIGER STAT ;
- de la préparation et de l’organisation des activités de l’Institut dans le domaine des relations publiques ;
- de la gestion des relations de l’Institut avec les organes d’informations ;
- de la mise  en œuvre  de toute politique visant la vente d’une meilleure image de l’INS ;
- de l’appui des structures de l’INS pour l’amélioration de la qualité des produits de l’INS

Le directeur général est monsieur Idrissa Alichina Kourgueni et le secrétaire général par intérim est Monsieur Ibrahima Soumaila.

## Histoire
En 2004, l'INS succédait à la Direction de la Statistique et des Comptes nationaux. Les évolutions avaient été les suivantes :
1993 - 2004 Direction de la Statistique et des Comptes nationaux

1989 - 1993 Direction de la Statistique et de la Démographie

1984 - 1989 Direction de la Statistique et de l'Informatique

1975 - 1984 Direction de la Statistique et des Comptes nationaux

1959 - 1975 Service de la Statistique et de la Mécanographie

| Nom                        | Période                     |
| -------------------------- | --------------------------- |
| Idrissa Alichina Kourgueni | Depuis 2012                 |
| Djibo Saidou               | 2011 - 2012 (Mai)           |
| Ghalio Ekadé               | Interim Avril Décembre 2010 |
| Abdoullahi Beidou          | 2005 - 2010 (Avril)         |
| Adamou Bouzou              | 1997-2005                   |
| Abdoullahi Beidou          | 1993-1996                   |
| Idrissa Alichina Kourgueni | 1989-1993                   |
| Ali Badjo Gamatié          | 1986-1989                   |
| Mahamane Ousmane           | 1984-1986                   |
| Jacques Adehossi           | 1975-1984                   |